# Punkt równonocy
Punkt równonocy – punkt zrównania dnia z nocą, jeden z dwóch punktów przecięcia się ekliptyki z równikiem niebieskim. Moment, w którym Słońce przechodzi przez taki punkt to równonoc. Wyróżnia się dwa punkty równonocy: punkt Barana oraz punkt Wagi.
Wskutek precesji osi Ziemi, oba punkty równonocy przesuwają się po ekliptyce dokonując pełnego obiegu w ciągu ok. 26 tysięcy lat (rok platoński). Od punktu Barana mierzy się wzdłuż równika niebieskiego rektascensję, wzdłuż ekliptyki – długość ekliptyczną.